# Ум (будизам)
Ум (пали: citta или mano) је темељни појам у будизму, оно из чега све настаје. Такође, ум или разум (mano, латински: mens) се сматра једним од шест чула Будиној психологији, одговорним за регистровање мисли и осећаја.
Основа Будиног учења лежи у вежбању и овладавању умом. Оно што је бог за неке религије, то је на неки начин ум за будизам. Док верници сву пажњу окрећу Богу, средиште пажње будиста је ум. Све моћи, способности и привидна чуда које верници приписују Богу, будисти сматрају резултатом активности ума.
Буда је говорио да је неопходно чистити прљавштине ума. Прочишћавање ума је истрајан напор да се ум ослободи нечистоћа, штетних менталних стања која искривљују мишљење и поступке. Три главне нечистоће, које је Буда означио “коренима лошег”, су похлепа, мржња и обмана, а из њих настају многе друге: бес и окрутност, тврдичлук и завист, превара и ароганција, лицемерје и таштина, мноштво погрешних ставова.
Dhammapada сажима практиковање Будиног учења у три једноставна правила: одустани од лошег, развијај добро и прочисти ум. Ослобођење ума је коначни циљ будистичке праксе. Пробуђење се често описује као ослобађање ума уклањањем нечистоћа, а уз помоћ мудрости увида.
Сама нирвана, циљ будистичког учења, дефинише се као ослобођеност ума од похлепе, мржње и обманутости.

## Етимологија
Буда је за оно што зовемо умом користио три различита термина (пали: citta, mano или viññāṇa). Сваки од ових термина је понекад кориштен генерички, а некад у свом засебном прецизнијем значењу. Термин viññāṇa се обично преводи као свест.

## Будино учење
Према Будином учењу, све настаје из ума. 
Ум је претеча свих ствари, ум их ствара и њима управља.— Буда
Претежни део Будиног учења посвећен је описивању природе ума, истраживању различитих његових карактеристика и способности, као и разради начина на који се он може мењати и ослободити. Он је тврдио да ум и тело зависе једно од другог, "на исти начина као што два откоса у снопу стоје ослањајући се један на други" (S.II,14). 

### Ум као извор свега
Буда је говорио да је ум је претеча свих ствари, ум их ствара и њима управља. Сматрао је да све ствари, добре и лоше, ум ствара:
Које год су ствари повезане са неповољним, припадају неповољном, све њих ум ствара. Њих прво ум ствара, затим оне постају неповољне.

### Ум као чуло
Ум као чуло (manāyatana) региструје једно потпуно другачије подручје, недоступно другим чулима, а то су: мисли, идеје, судови, појмови, сећања, планови, маштања, тумачења, теорије итд.
Ипак, функција ума је другачија од осталих чула, која имају свако свој предмет. Око види само слике, али не и звукове, ухо региструје само звукове, али не и мирисе и тако даље. Но, ум распознаје предмете свих осталих чула и придаје им значење. Ум повезује, упоређује, тумачи и успоставља односе међу предметима разних чула.
На крају, ум је услов за појаву разних стања свести.

### Прљање и чишћење ума
Такође, ум је извор упрљаности и прочишћења бића:
Бића се прљају тако што имају упрљан ум и исто тако се прочишћују тиме што прочишћују свој ум.
Затрован ум доноси патњу и најгора стања, а правилно коришћен ум је препун среће:
Не знам ниједну другу ствар која може да доносе толико доброга као што је то развијен ум. Заиста, развијен ум може да донесе много доброга.
Због тога је неодложна обавеза сваког подвижника да чисти свој ум:
Постоје три неодложне обавезе сваког домаћина. Да своју њиву узоре и подрља. Пошто ју је узорао и подрљао, он баца семе. Пошто је бацио семе, он залива земљу и чека. Истина, домаћин нема моћ да каже: "Нека моје жито проклија данас, класа сутра, а сазри прекосутра." Али када дође време, жито ће проклијати, затим класати и потом сазрети. На исти начин, постоје три неодложне обавезе сваког монаха. Да чисти своју врлину, да чисти ум, да чисти увид. Истина, монах нема моћ да каже: "Нека мој ум буде ослобођен нечистоћа још данас, сутра или прекосутра." Али када дође време његов ум биће ослобођен нечистоћа захваљујући непријањању.

### Ослобођење ума
Према Будином учењу, сва добра стања које доноси чист ум само су кораци на путу. Крајњи циљ је потпуно ослобођење ума:
Духовни живот се не живи ради користи у виду иметка, почасти или славе, ради користи које доноси моралност, медитација или знање и увид. Потпуна ослобођеност ума, то је сврха, то је циљ и кулминација духовног живота.
Доген је свео будизам на практиковање зазена или „седеће медитације“, где се свесни ток садржаја ума посматра без заустављања на било ком појединачном предмету, све док се не смири и не сабере, не доживљавајући више никакво уплитање. У овом стању је могуће доживети пробуђење.

## Будистичка схватања
Зен мајстор Басуи је једном свом ученику на самрти написао писмо у којем му објашњава суштину ума на следећи начин:
Суштина твог ума није рођена, тако да не може ни да умре. Она није постојање, које је подложно нестајању. Она није празнина, која је пуко ништавило. Она није ни боја ни облик. Она не ужива ни у каквим задовољствима и не трпи никакве болове.— Басуи